# القرن التاسع الميلادي في لبنان
تسرد هذه المقالة الأحداث التاريخية التي وقعت بين 801-900 في لبنان المعاصر أو التي تتعلق بأهله.

## الإدارة

### العصر العباسي
بدأ الرحالة والجغرافيون خلال العصر العباسي في وصف مدينة صور في كتاباتهم، وكان من أوائل من كتبوا عن المدينة ابن الفقيه الهمداني، الذي اكتفى بذكر مدينة صور قائلًا أن مدخلها إلى الشام، ومخرجها إلى الأردن. وقد وصف كعب الأحبار المدينة قائلًا: 
من أراد منكم أن يجمع له دينه ودنياه فليذهب إلى صور. 
بعد أن تمكن عيسى بن الشيخ -والي فلسطين- من هزيمة الموفق بالله سنة 251هـ/865م، طلب من الخليفة العباسي المستعين بالله أن يكتب إلى والي صور ويأمر له بأربعة قوارب لتكون تحت تصرفه مع جميع سفنها. وعندما رفض ابن الشيخ مبايعة المعتمد خليفة، وتغلب عليه العباسيون، لجأ مع عائلته إلى صور وتحصن بالمدينة لمنع خراب مينائها على يد الخليفة قبل أن يحاول الخليفة طرده منها عن طريق التفاوض إذ أرسل له الفقيهين إسماعيل بن عبد الله المروزي، ومحمد بن عبيد الله الكريزي القاضي وأرسل معهم رسوله الحسين الخادم الذي كان معروفًا بـاسم عرق الموت، وعرضوا على الشيخ أن يخرج من الشام آمناً ويستولي على بلاد أرمينيا فوافق، وخرج من صور عبر الطريق الساحلي إلى دولته ما بين عامي 256 - 257هـ/870م.

### العصر الطولوني
بعد استقلال أحمد بن طولون بولاية مصر في عام 258هـ/872م، توجه إلى دمشق، وتمكن من فتحها بعد وفاة واليها ابن ماجور في عام 264هـ/878م، ثُم استمرت فتوحاته بعد دمشق فتمكن من بسط نفوذه على مدن حمص وحماة في الشام وإخضاعها لسيطرته، وعين أبناؤه وقادته ولاة عليها. وبذلك كان أول حاكم مسلم في مصر يضم إلى ولايته الشام. وكانت مدينة بعلبك آنذاك لاتزال عالقة بين الطولونيين وأعدائهم الطامحين إلى الحكم، فانحازت بعلبك إلى لؤلؤ أمير حمص الذي عصى سيده بدعم الخليفة العباسي المعتمد وأخيه الموفق.
كانت مدينة صور مزدهرة في ذلك الوقت، فانبهر أحمد بن طولون بعمارتها، وعندما وصل إلى عكا وجدها أقل ازدهارا من مدينة صور، فجمع عمال المدينة وأمرهم بتشييدها فأصبحت عكا تتمتع بظروف مشابهة لتلك الموجودة في مدينة صور.

## الإدارة المحلية
ذكر المؤرخ اللبناني طنوس الشدياق في كتاباته أنه في القرن التاسع كان هناك مجتمع مسيحي منظم، ماروني على الأرجح، في منطقة كسروان يحكمه زعماء القرية.

## الأحداث

### عقد 810
- في عام 811: وقعت أولى الصراعات في منطقة شبعا بين القيسيين واليمانيين.[3]

### عقد 820
- في عام 820 م: ولد الطبيب والفيلسوف وعالم الفلك وعالم الرياضيات والمترجم الملكي المسيحي قسطا بن لوقا في بعلبك.

### عقد 860
- في عام 865: طلب عيسى بن الشيخ والي فلسطين من الخليفة العباسي المستعين بالله أن يكتب إلى والي صور ويأمره بأن تكون تحت تصرفه أربعة قوارب بجميع سفنها في عام 251 هـ/ 865 م، وكان توما هو أسقف كنيسة صور في ذلك الوقت (قبل 869 – بعد 879).[4]

### عقد 870
- في عام 870 م: غادر والي فلسطين عيسى بن الشيخ – مدينة صور مع عائلته متجها إلى أرمينيا كجزء من الاتفاق الذي عقده مع الخليفة العباسي المعتمد.

- لعبت القبائل العربية المرتبطة باليمن والتي عاشت في محيط بعلبك قبل عام 872، مثل بنو كلب وبنو همدان المتحالفين مع العلويين والشيعة في ذلك الوقت، دورًا في نشر المذهب الشيعي في ببلاد الشام ومنطقة وادي البقاع حسبما اعتقد المؤرخ الشيعي اللبناني جعفر المهاجر.[5][6][6]

- في عام 874: بدأ ثيوفيلاكت بن قنبره الحراني بطريرك الروم الملكيين المعين بأمر الخليفة الأموي مروان الثاني في اضطهاد الموارنة.[7]
- صفحات من مصحف الماجورفي عام 876 م: أهدى أماجور التركي حاكم دمشق العباسي نسخة مصحف أماجور لمسجد مدينة صور في لبنان.[8][9]
- في عام 878: احتل الطولونيون وادي الأردن، وامتدوا في الشمال إلى المواقع الاستيطانية في جبال لبنان الشرقية على حدود الدولة البيزنطية، مما مكنهم من الدفاع عن مصر وصد هجمات العباسيين.[10]

### عقد 880

امتداد الدولة الطولونية عام 893

- امتداد الدولة الطولونية عام 893في عام 883: بلغ الفقيه الشيعي الصوري محمد بن إبراهيم الصوري أوج عصره.[ا][11]

## العمارة

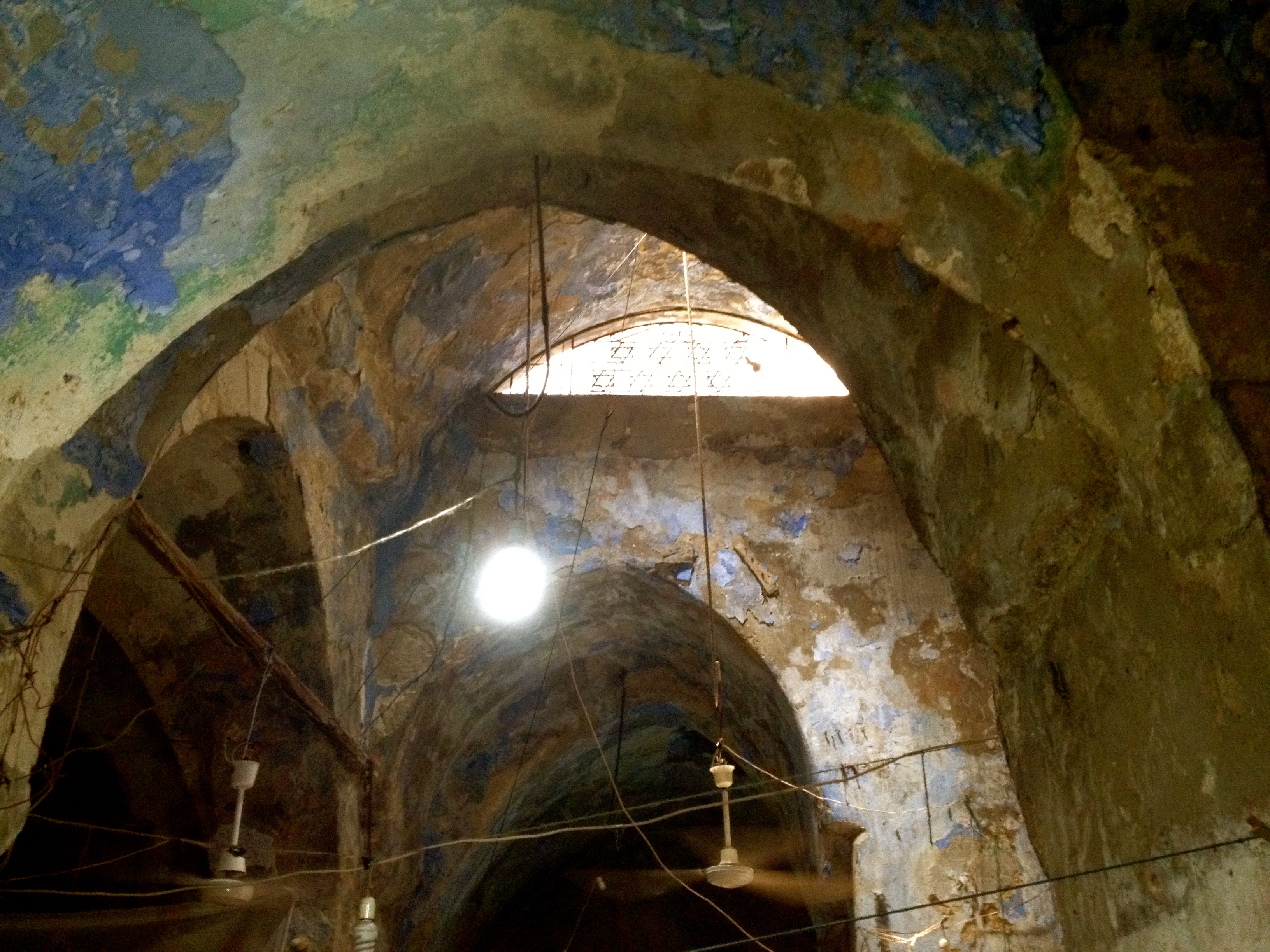
كنيس صيدا في صيدا، لبنان، يوليو 2012

- كنيس صيدا في صيدا، لبنان، يوليو 2012في عام 833: تم الانتهاء من تشييد كنيس صيدا.[12][13]